# 原文兵衛
原 文兵衛（はら ぶんべえ、1913年〈大正2年〉4月29日 - 1999年〈平成11年〉9月7日）は、日本の内務官僚、政治家。位階は従二位、勲等は勲一等旭日桐花大綬章。
参議院議長（第20代）、環境庁長官（第13代）、自由民主党参議院議員会長（第17代）、女性のためのアジア平和国民基金（アジア女性基金）の理事長等を歴任した。
妻の光子は町村農場創設者・町村敬貴の娘。元北海道知事の町村金五は妻の叔父、衆議院議員の町村信孝は妻の従弟にあたる。娘婿は参議院議員の中川雅治。

## 来歴

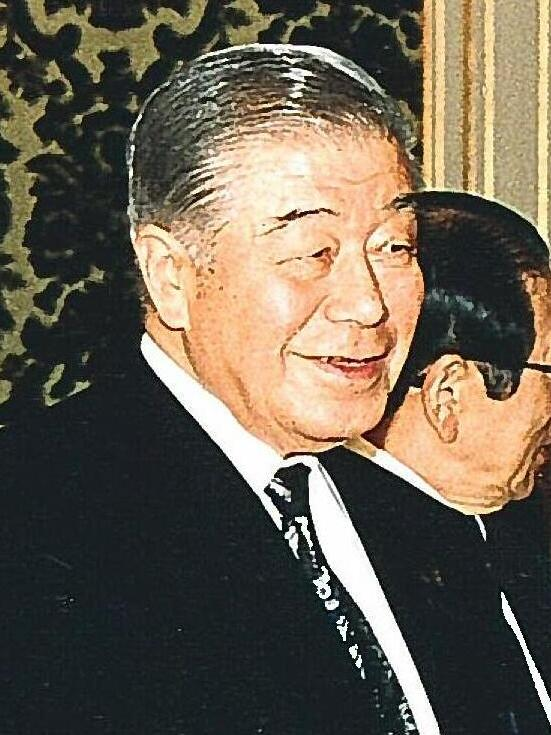
1992年、迎賓館にて

東京府東京市神田区（現東京都千代田区）生まれ。東京府立第四中学校、旧制浦和高等学校、東京帝国大学法学部卒業。1936年、内務省に入省し、警視庁に配属される。任官時の階級は警部補。部署は保安部交通課。翌年警部に昇進するが、陸軍に入隊する。1940年、中尉で除隊する。除隊後は滋賀県警察部警務課長、鹿児島県警察部特高課長を経て、1943年、警視庁に戻り、警務課長、終戦後は内務省地方局事務官、総理庁事務官などを経て、警視庁交通部長などを歴任。1954年、長野県警察本部長、1956年、神奈川県警察本部長などを務め、1958年、警察庁保安局長、警視庁警務部長となる。
1961年、警視総監に就任する。4年間の在任中には吉展ちゃん誘拐殺人事件、草加次郎事件の陣頭指揮を執り、また1964年の東京オリンピックに際しては治安対策に尽力した。オリンピック終了後の1965年、警視総監を退任。同年10月公害防止事業団理事長となる。理事長は1970年まで務めた。
1971年、第9回参議院議員通常選挙に自由民主党公認で東京地方区から出馬し、以後4期24年にわたり参議院議員を務める。1981年、鈴木善幸改造内閣で環境庁長官に任命され、初入閣を果たした。1991年、海部俊樹総裁の下で参議院議員会長に就任し、宮澤喜一総裁の下でも再任される。1992年の第16回参議院議員通常選挙では選挙対策の陣頭指揮を執り、マドンナブームの煽りを受けて惨敗した前回に比べ、獲得議席数を回復させる。選挙後、引退した長田裕二に代わり参議院議長に就任した。1993年、第40回衆議院議員総選挙で自民党が敗北し宮澤内閣が総辞職に追い込まれ、非自民8党派による細川連立政権が発足したが、引き続き参議院議長の地位には留まった。
1995年の第17回参議院議員通常選挙には出馬せず、政界を引退。原の地盤は、保坂三蔵が継承した。1996年秋に、勲一等旭日桐花大綬章受章。
1999年9月7日、肺炎のため死去した。86歳没。

## 人物
- 妻・光子の兄である町村泰男は、原の旧制浦和高等学校時代の後輩だった。商人の息子であった原は政界や官界には何の縁もなく、東京帝国大学卒業後、泰男を通じて町村金五の口利きにより内務省への入省が叶ったと後に述懐している[3]。
- 警視庁警務課長であった当時、1945年3月10日の東京大空襲を経験する。この時、警視庁の専属カメラマンであり、空襲の記録を担当していた石川光陽が決死の覚悟で撮影に赴く際、石川に対し「必ず生きて帰れ」と指示。石川は原の言葉を守って生き抜き、大空襲の惨状を伝える写真を残した。
- サハリン残留朝鮮人帰還問題や「慰安婦」問題に代表される、いわゆる戦後処理問題の解決にも熱心に取り組んでおり、女性のためのアジア平和国民基金（アジア女性基金）の初代理事長を務めた。

## 選挙歴
| 当落        | 選挙                     | 施行日        | 選挙区       | 政党       | 得票数    | 得票率 | 得票順位 /候補者数 | 比例区 | 比例順位 /候補者数 |
| ----------- | ------------------------ | ------------- | ------------ | ---------- | --------- | ------ | ------------------ | ------ | ------------------ |
| 当          | 第9回参議院議員通常選挙  | 1971年6月27日 | 東京都地方区 | 自由民主党 | 881,104   | 19.9   | 1/16               | -      | -                  |
| 当          | 第11回参議院議員通常選挙 | 1977年7月10日 | 東京都地方区 | 自由民主党 | 1,245,118 | 24.8   | 1/18               | -      | -                  |
| 当          | 第13回参議院議員通常選挙 | 1983年6月26日 | 東京都地方区 | 自由民主党 | 938,454   | 21.9   | 2/34               | -      | -                  |
| 当          | 第15回参議院議員通常選挙 | 1989年7月23日 | 東京都地方区 | 自由民主党 | 1,143,878 | 22.3   | 2/43               | -      | -                  |
| 当選回数4回 |                          |               |              |            |           |        |                    |        |                    |

## 著書
- 『警視総監の笑いと涙』立風書房、1976年9月30日。
- 『以文会友 : 折り折りの記』私家版、1982年11月3日。
- 『元警視総監の体験的昭和史』時事通信社、1986年4月10日。
- 『以友輔仁 : 続折り折りの記』私家版、1995年4月29日。